# مسئله موصل

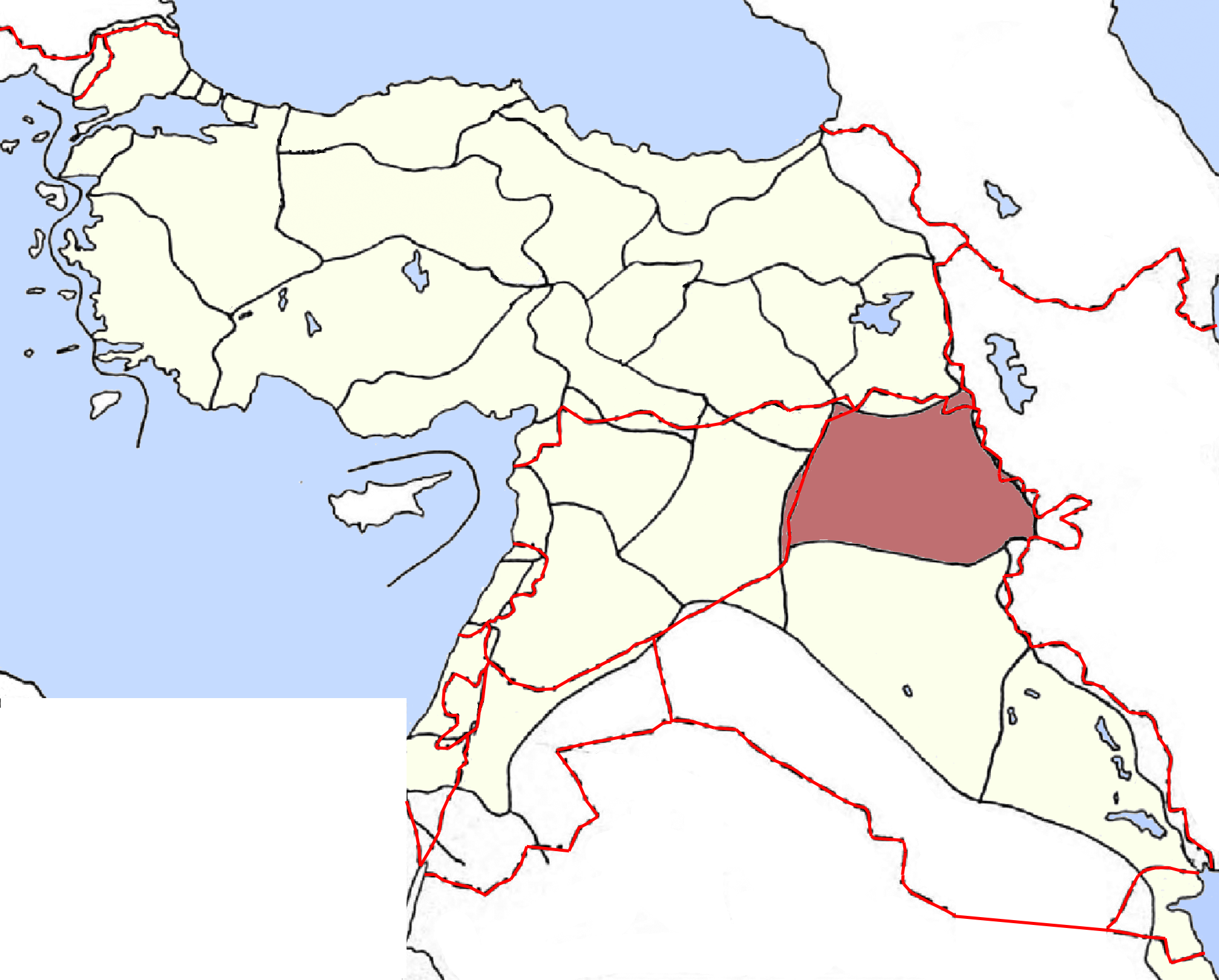
ولایت موصل در ۱۹۱۴، با نمایش مرزهای امروزی

مسئله موصل مناقشه‌ای ارضی در اوایل قرن بیستم بین جمهوری تازه‌تاسیس ترکیه و بریتانیا (که قیمومیت پادشاهی عراق را بر عهده داشت) بر سر مالکیت ولایت موصل بود.

## پیش‌زمینه
با متارکه مودروس و نهایتاً معاهده سور در ۱۹۱۸، امپراتوری عثمانی از جنگ جهانی اول خارج شد و سرزمین‌های این کشور در میانرودان، از جمله ولایت موصل به تصرف نیروهای متفقین درآمد.
بریتانیایی‌ها، که قیمومیت عراق را از سال ۱۹۲۰ در اختیار داشتند و امور خارجی عراق بر عهده ایشان بود، موصل را بخشی از عراق می‌دانستند. جمهوری تازه‌تأسیس ترکیه هم مدعی بود که موصل از نظر تاریخی بخشی حیاتی از این کشور است.

## کمیته تحقیق
جامعهٔ ملل کمیته‌ای برای تحقیق در این مسئله با حضور اعضای بلژیکی، مجار، و سوئدی تشکیل داد. اعضای کمیته در ۱۹۲۴ به موصل سفر کردند و در گزارششان عنوان کردند که مردم موصل نمی‌خواهند بخشی از یکی از دو کشور باشند، ولی اگر قرار به انتخاب بین ترکیه و عراق باشد، عراق را ترجیح می‌دهند.
در ۱۹۲۵، کمیته پیشنهاد کرد که موصل بخشی از عراق بماند، ولی به‌شرطی که قیمومیت بریتانیا بر این کشور ۲۵ سال دیگر ادامه پیدا کند تا حقوق خودمختاری مردم کرد زیر پا گذاشته نشود.

## رای نهایی
شورای اجرایی جامعه در ۱۶ دسامبر ۱۹۲۵ تصمیم گرفت که موصل را به عراق داده شود.
با اینکه ترکیه با امضای پیمان لوزان حکمیت جامعهٔ ملل را پذیرفته بود،
تصمیم این سازمان در مورد مسئلهٔ موصل را رد کرد و اعلام گرفت این سازمان صلاحیت رأی دادن در این مورد را ندارد.
پرونده به دیوان عالی عدالت بین‌المللی ارجاع داده شد و رأی نهایی این دیوان این بود که تصمیم‌های متفق‌القول شورای اجرایی جامعه لازم‌الاجرایند. بریتانیا، عراق، و ترکیه در ۵ ژوئن ۱۹۲۶ پیمانی امضا کردند که کمابیش بر پایهٔ تصمیم جامعهٔ ملل تنظیم شده بود. در این پیمان آمده بود که عراق باید برای عضویت در جامعهٔ ملل ۲۵ سال صبر کند و پس از آن قیمومیت بریتانیا بر این کشور پایان می‌یابد.